# Justin Bell
Justin Derek Bell (ur. 23 lutego 1968 w Rustington) – brytyjski kierowca wyścigowy.

## Kariera
Bell rozpoczął karierę w międzynarodowych wyścigach samochodowych w 1987 roku od startów w wyścigu Festiwalu Formuły Ford, który ukończył na 24 miejscu. W późniejszych latach Brytyjczyk pojawiał się także w stawce EFDA Formula GM Lotus Euroseries, Formuły Vauxhall Lotus, IMSA Camel Lights, Brytyjskiej Formuły Vauxhall Lotus, Barber Saab Pro Series, American Racing Series, IMSA Camel GTP Championship, Japanese Touring Car Championship, 24-godzinnego wyścigu Le Mans, Global GT Championship, IMSA World Sports Car Championship, Global GT Championship, Indy Racing League, FIA GT Championship, American Le Mans Series, Trans-Am BFGoodrich Tires Cup, SCCA Trans-Am, Grand American Rolex Series, Motorock Trans-Am Tour for the BFGoodrich Tires Cup, Intercontinental Le Mans Cup oraz Pirelli World Challenge.

## Życie prywatne
Jest synem byłego kierowcy Formuły 1, czterokrotnego zwycięzcy 24-godzinnego wyścigu Le Mans Dereka Bella.